# Aleurotrachelus rotundus
Aleurotrachelus rotundus là một loài côn trùng cánh nửa trong họ Aleyrodidae, phân họ Aleyrodinae.
Aleurotrachelus rotundus được Corbett miêu tả khoa học đầu tiên năm 1935.